# The Fourth Movement
《The Fourth Movement》는 대한민국의 그룹 015B의 4번째 정규 앨범이다. 정석원, 장호일, 윤종신 등이 참여했다. LP, Tape엔 없던 곡인 〈교통 코리아〉가 조형곤 탈퇴 이후 재심의를 받아 CD에 수록되었다.
- 리메이크: 신화의 《Winter Story》 앨범 〈신 인류의 사랑〉, 〈세월의 흔적 다 버리고〉
- 전곡 작사, 작곡, 편곡 : 정석원 (except 第四府, Composed by 정석원 장호일)

## 곡 목록
1. "푸른 바다의 전설:Instrumental" – 5:41
2. "모든 건 어제 그대로인데" – 4:35
3. "어디선가 나의 노랠 듣고 있을 너에게" – 4:37
4. "그의 비밀" – 3:49
5. "우리들의 이야기" – 4:24(4:30)
6. "신 인류의 사랑" – 3:25
7. "요즘 애들 버릇없어" – 4:07
8. "세월의 흔적 다 버리고" – 5:04
9. "남자들이란 다" (feat.김돈규) – 4:50
10. "第四府"  – 5:29
11. "교통 코리아" – 4:57